# 다자주의
국제 관계에서 다자주의는 공동의 목표를 추구하는 여러 국가의 동맹을 의미한다.
국제기구에 가입하는 형태의 다자주의는 강대국을 결속하고, 일방주의를 억제하며, 다른 방법으로는 행사할 수 없는 작은 권력과 영향력을 행사하는 역할을 한다. 작은 나라가 큰 나라에 영향을 미치기 위해서는 작은 나라들이 뭉쳐서 큰 나라를 결속시키는 릴리퓨트적 전략이 효과적일 수 있다. 마찬가지로, 다자주의는 한 강대국이 다른 강대국에 영향을 미치도록 허용할 수 있다. 강대국이 양자 관계를 통해 통제권을 얻으려면 비용이 많이 들 수 있다. 다른 강대국과의 협상과 타협이 필요할 수 있다. 용어에 대한 많은 정의가 있다. 1990년에 로버트 코헤인은 다자주의를 "세 개 이상의 국가로 구성된 그룹에서 국가 정책을 조정하는 관행"으로 정의했다. John Ruggie는 "불가분성"과 "확산된 호혜성 "의 원칙에 기반한 개념을 "'일반화된' 행동 원칙에 기반을 둔 3개 이상의 국가 간의 관계를 조정하는 제도적 형태로서 ... 계층에 적절한 행동을 지정한다. 당사자의 특정 이익이나 어떤 경우에 존재할 수 있는 전략적 긴급 상황과 관계없이 조치를 취한다."
목표 국가를 다자 동맹에 포함시키면 권력 추구 통제가 부담하는 비용이 줄어들지만 릴리푸트 전략과 동일한 구속력 있는 이점도 제공된다. 더욱이, 작은 강대국이 다른 강대국에 대한 통제력을 추구한다면 다자주의가 유일한 선택일 수 있다. 왜냐하면 작은 강대국이 스스로 통제할 수 있는 자원이 거의 없기 때문이다. 이와 같이, 권력 격차는 더 예측 가능한 더 큰 국가와 집단 행동을 통해 통제를 달성하는 수단을 가짐으로써 약한 국가에 수용된다. 강대국은 또한 규칙을 작성하고 거부권 및 특별 지위와 같은 특권을 가짐으로써 다자간 협정을 체결한다.
유엔 (UN) 및 세계무역기구와 같은 국제기구는 본질적으로 다자간이다. 다자주의의 주요 지지자는 전통적으로 캐나다, 호주, 스위스, 베네룩스 국가 및 북유럽 국가 와 같은 중간 강대국이었다. 큰 국가는 종종 일방적으로 행동하지만 작은 국가는 유엔 참여를 제외하고 국제 문제에 대한 직접적인 권한이 거의 없을 수 있다(예: 다른 국가와 투표권에서 유엔 투표를 통합함으로써). ) 다자주의는 UN에서와 같이 여러 국가가 함께 행동하는 것을 포함하거나 NATO와 같은 지역 또는 군사 동맹, 조약 또는 그룹을 포함할 수 있다. 이러한 다자간 제도는 국가에 부과되는 것이 아니라 정책 조정을 통해 자신의 이익을 추구할 수 있는 능력을 향상시키기 위해 국가에 의해 만들어지고 수용된다. 더욱이, 그것들은 기회주의적 행동을 제한하고 그들이 동의한 표준과 관련하여 국가의 실제 행동에 대한 정보 교환을 촉진함으로써 조정을 장려하는 프레임워크 역할을 한다.
지역적 다자주의(regional multilateralism)라는 용어는 Harris Mylonas 와 Emirhan Yorulmazlar에 의해 제안되었으며, "현대의 문제는 양자적 또는 세계적 차원보다 지역적 차원에서 더 잘 해결될 수 있다"고 제안하며, 지역적 통합 의 개념을 다자주의의 개념과 결합하는 것은 다음과 같다. 오늘날의 세계에서 필요하다. 지역주의는 경제적, 정치적 관계가 기술, 무역 및 통신에 대한 제한으로 인해 자연스럽게 강한 지역주의적 초점을 가졌던 정치 공동체의 초기 개발 시대부터 시작된다.
다자주의의 반대 는 정치철학의 측면에서 일방 주의이다. 다른 저자들은 이 제도적 형태를 통해 가장 큰 결과를 얻기 위해 필요한 최소의 국가를 지칭하기 위해 "소자주의"라는 용어를 사용했다.
인도가 독립 이후 수립한 외교정책은 독특한 문화와 정치적 전통을 반영했다. 1950년 3월 인도 하원의원인 Lok Sabha에서 Nehru는 다음과 같이 확언했다. 우리는 최근의 역사와 민족운동과 그 발전과 다양한 이상에서 흘러나온 정책이라고 선언했다. (Nehru, 1961, p. 34). 사실, 인도의 외교 정책 문화는 인도의 외교 정책 엘리트의 선택 주요 인물의 글과 연설의 기초를 구성하는 핵심 아이디어와 규범에 대한 통찰력을 제공하는, 효과, 의미, 엘리트 문화 인도의 외교 정책 .

## 역사
다자주의의 한 가지 현대적 사례는 나폴레옹 전쟁 이 끝난 후 유럽 에서 19세기에 발생했다. 그곳에서 강대국은 비엔나 회의 (1814년 11월에서 1815년 6월)에서 유럽 지도를 다시 그리기 위해 만났다. 유럽의 콘서트(Concert of Europe )는 알려진 대로 문제를 평화롭게 해결하기 위해 모이는 강대국과 약소국의 그룹이었다. 1884년 베를린 회의와 같은 회의는 이 기간 동안 권력 갈등을 줄이는 데 도움이 되었으며 19세기는 유럽에서 가장 평화로운 세기 중 하나였다.
프로이센이 독일을 창건한 후(외교와 정복에 의한) 권력 균형의 변화와 결합된 산업 및 식민 경쟁은 20세기 전환기에 이 체제에 균열이 나타나기 시작했음을 의미했다. 콘서트 시스템은 1차 세계 대전으로 완전히 파괴되었다. 그 충돌 후, 세계 지도자는 생성 된 국제 연맹 (의 전구체가되었다 유엔 유사한 충돌을 방지하기위한 시도를). 국제 연맹은 보안 임무에 실패했지만 오늘날에도 계속 운영되는 다양한 전문 조직을 창설했다. 더욱이, 비록 미국은 가입하지 않았지만, 공공 및 민간 참여의 전통을 시작한 개별 미국인과 미국 자선가로부터 어느 정도 지원을 제공했다.
제2차 세계 대전 후 승자는 연맹의 실패 경험을 바탕으로 1945년에 유엔을 창설했다. 그 이후로 다자간 협정의 "폭과 다양성"이 확대되었다. 유엔은 연맹과 달리 당시 세계 최강대국인 미국과 소련이 적극 참여했다. UN의 정치 기관과 함께 전후 몇 년 동안 관세 및 무역에 관한 일반 협정 (GATT)(현재 세계 무역 기구 ), 세계 은행 및 국제 통화 기금 (IMF)과 같은 조직의 발전도 있었다. IMF)(소위 ' 브레튼 우즈 ' 기관) 및 세계 보건 기구를 포함한 UN 시스템의 일부였던 기타 기술 기관 . 유엔 산하에 이들 기구와 기타 후속 기구가 결성되면서 새로운 체제가 구 리그 체제보다 더 강력해졌다. 더욱이 전 세계에 주둔한 유엔 평화유지군 은 다자주의의 가시적인 상징이 되었다. 이후 전후 시대에 집단안보를 도모하기 위해 다자적 형태를 취한 방어동맹으로 북대서양조약기구(NATO)가 결성되었다.
국제전기통신연합 (ITU)에서 세계지적재산권기구 (WIPO) 및 화학무기금지기구 (OPCW)에 이르기까지 다양한 범위와 주제의 다자간 기구

## 도전
다자체제는 냉전 종식 이후 점점 더 많은 도전에 직면해 있다.
미국이 군사력과 경제력 면에서 점점 더 우세해지면서 이란, 중국, 인도와 같은 국가들이 UN의 관련성에 의문을 제기하게 되었다. 이와 동시에 코피 아난 전 유엔 사무총장과 같은 국제주의자들은 미국이 국제적 의미가 있는 상황에서 일방적으로 행동하는 경향이 있다는 인식을 발전시켰다. 이러한 경향은 1999년 10월 미국 상원이 1996년 9월 빌 클린턴 대통령 이 서명한 포괄적인 시험 금지 조약의 비준을 거부하면서 시작되었다. 조지 W. 부시 대통령 하에서 미국은 교토 의정서, 국제형사재판소, 대인지뢰를 금지 하는 오타와 조약 , 생물무기협약 준수를 보장하기 위한 의정서 초안과 같은 다자간 협정을 거부했다. 또한 조지 W. 부시 행정부 하에서 미국은 1972년 리처드 닉슨 행정부 와 소련이 체결한 탄도 미사일 조약에서 탈퇴했다.
미국이 제시한 이러한 도전은 통제 수단으로서의 양자 동맹에 대한 강한 믿음으로 설명될 수 있다. 그러나 자유주의 제도주의자들은 강대국이 여전히 다자 동맹을 선택할 수 있다고 주장한다. 그러나 강대국은 영향력이 다자 포럼에서 희석되는 것을 보기보다는 동맹국과 일련의 양자 협정을 맺음으로써 소국을 통제하고 영향력을 극대화하는 능력을 증폭할 수 있다. 틀림없이, 부시 행정부는 유사한 이유로 다자주의 또는 심지어 일방주의보다 양자주의를 선호했다. 단독으로 가거나 다른 사람들과 함께 하기보다 행정부는 목표를 달성할 수 있는 미국의 능력을 최대화하는 엄선된 국가들과의 집중적인 일대일 관계를 선택했다.
다자주의를 통한 글로벌 거버넌스의 또 다른 도전은 국가 주권과 관련이 있다. 국제 관계에서 민족 국가의 법적, 운영적 주권이 침식되더라도 "민족 국가는 공공 및 사생활의 대부분의 측면에 관한 권위 있는 의사 결정의 궁극적인 장소로 남아 있다." Hoffman 은 민족 국가가 "국가 이익의 구체적인 계산과 충돌하는 추상적인 의무를 수용할 가능성이 낮다"고 주장했다.
글로벌 다자주의는 특히 무역과 관련하여 유럽 연합 및 NAFTA와 같은 지역 협정에 의해 도전을 받고 있다. 전후 경제 체제에서 다자주의를 지지한 미국은 다자간 포럼의 결과에 대한 불만의 결과로 일방적인 행동과 무역 및 기타 협상으로 방향을 틀었다. 가장 강력한 국가인 미국은 다자주의를 포기함으로써 최소한의 손실을 입었다. 가장 약한 국가가 가장 많이 잃을 것이지만 모든 사람의 비용은 높을 것이다. 미국의 변화와 별개 로 유럽의 포퓰리즘은 최근 다자주의에 문제가 되는 것으로 판명됐다. 유럽의회에 대한 직접 선거 결과는 유럽 회의론자들이 진전을 보임에 따라 이러한 주장에 대한 증거를 제공한다.

## 같이 보기
- 동남아시아 국가 연합
- 유럽 연합
- 일방주의
- 국제주의
- 정부간 국제 기구
- 신세계질서 (정치학)
- 북미자유무역협정
- 열린정부파트너십